# Dazed and Confused
Dazed and Confused ist ein von dem US-amerikanischen Folk-Sänger Jake Holmes geschriebener und 1967 veröffentlichter Song. Er wurde populär durch das Cover von The Yardbirds und die Überarbeitung durch Led Zeppelin, die ein eigenes Copyright auf den Song halten.

## Original von Jake Holmes
Singer-Songwriter Jake Holmes schrieb Dazed and Confused für sein Debütsoloalbum The Above Ground Sound of Jake Holmes, veröffentlicht im Juni 1967. Wie auch die anderen Titel des Albums enthält der Song kein Schlagzeug. Er wurde mit Holmes (Gitarre, Keyboard und Gesang), Ted Irwin an der Gitarre und Rick Randle am Bass aufgenommen.
Der Song wurde vielfach für eine Erzählung über einen schlimmen LSD-Trip gehalten. Holmes erklärte 2001 in einem Interview, dass dies nicht der Fall sei:

“I never took acid. I smoked grass and tripped on it, but I never took acid. I was afraid to take it. The song's about a girl who hasn't decided whether she wants to stay with me or not. It's pretty much one of those love songs.”

„Ich habe niemals LSD genommen. Ich rauchte Gras und hatte davon Trips, aber ich nahm niemals LSD. Ich hatte Angst davor es zu nehmen. Der Song ist über ein Mädchen, das sich noch nicht entschieden hatte, ob sie bei mir bleiben will oder nicht. Es ist wohl eines von diesen Liebesliedern.“

## Version der Yardbirds
Am 25. August 1967 trat Jake Holmes als Vorband für die britische Rockband The Yardbirds im Village Theater in Greenwich Village auf. Er sagte später über diesen Tag: „Das war der berühmt-berüchtigte Moment in meinem Leben, als Dazed and Confused in die liebvollen Arme und Hände von Jimmy Page gefallen ist.“ Laut Jim McCarty von The Yardbirds gingen die Bandmitglieder am nächsten Tag in einen Plattenladen, um Holmes' Album zu kaufen und entschieden, Dazed and Confused zu covern. Sie arbeiteten zusammen daran, wobei Page das Gitarrenriff in der Mitte beisteuerte und Keith Relf geringfügige Änderungen des Textes vornahm. Ihre Version enthielt eine lange instrumentale Passage, in der Jimmy Page die Gitarre mit einem Geigenbogen spielte. Er erklärte, dass er die Idee dazu während seiner Zeit als Session-Musiker von einem Violinisten namens David McCallum erhalten hatte. In der Yardbirds-Phase hatte der Song einen kleinen orientalischen Einfluss, wie man bei manchen der Auftritte im französischen Fernsehen hören kann.
Dazed and Confused wurde schnell zu einem Kernstück der Yardbirds Live-Auftritte im letzten Jahr ihres Bestehens, jedoch nie offiziell von der Band aufgenommen. Eine Live-Version vom 30. März 1968 ist unter dem Titel „I’m Confused“ Bestandteil des Albums Live Yardbirds: Featuring Jimmy Page (1971). Als einziger Titel des Live-Albums enthält es keinen Hinweis zum Autor. Eine andere Live-Version des Songs wurde in der französischen TV-Serie „Bouton Rouge“ am 9. März 1968 aufgenommen und erschien auf der CD Cumular Limit von 2000. Dort wird als Autor „by Jake Holmes arr. Yardbirds.“ (dt.: „von Jake Holmes, arrangiert von den Yardbirds“) angegeben.

## Version von Led Zeppelin

### Entwicklung
Als sich die Yardbirds 1968 auflösten, plante Page den Song mit Led Zeppelin aufzunehmen. Er verwendete den Titel, verfasste einen neuen Text und modifizierte die Melodie. Das Arrangement des Songs blieb sehr ähnlich zur Version der Yardbirds vom vorherigen Jahr. Bassist John Paul Jones lernte das Stück beim ersten Treffen der Band in der Gerrard Street in London im Jahr 1968 kennen.
Bei Led Zeppelin beginnt das Stück mit einem Bass-Intro, zu dem Jimmy Page psychedelische Obertöne erzeugt. In der Strophe wird der Song von bleiernen Blues-Riffs getragen, wozu Sänger Robert Plant mit seiner energiegeladenen Stimme eine klagende Melodie herausschreit. Charakteristisch ist Pages Verwendung eines Geigenbogens für das Spiel auf der Gitarre in einigen Passagen. Das Stück lässt sich dem Blues-Genre zuordnen; es wird jedoch mit einer verzerrten Gitarre und einem dominanten Schlagzeug gespielt und hat ein teilweise sehr hohes Tempo. Es kann deshalb als einer der ersten Hardrock-, wenn nicht sogar Heavy-Metal-Songs betrachtet werden.
Led Zeppelin nahmen ihre Version im Oktober 1968 in den Olympic Studios in London auf, sie wurde Teil ihres Debütalbums Led Zeppelin. Als Autor der Version von Led Zeppelin wurde Holmes nicht angegeben.

### Led Zeppelins Liveauftritte

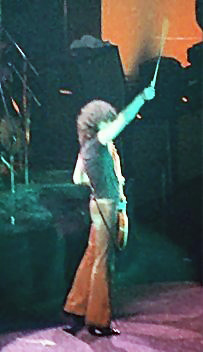
Jimmy Page hält seinen Bogen bei einem Auftritt in Chicago, 1975, in die Höhe.

Dazed and Confused wurde von Led Zeppelin bekannt gemacht und wird stark mit ihnen identifiziert. Es wurde das Kernstück der Led-Zeppelin-Konzerte, zumindest bis zur Veröffentlichung von Whole Lotta Love auf ihrem zweiten Album. Bei Live-Auftritten wurde es bis auf den schnelleren Mittelteil in einem langsamen Gesamttempo gespielt. Die Länge wurde allmählich als eine mehrteilige improvisierte Jamsession ausgedehnt – bis zu 45 Minuten 1975. Während der Song anfangs in einer der Studioversion ähnlichen Weise gespielt wurde, wurden mit der Zeit einige erwähnenswerte Unterschiede entwickelt. Im Juni 1969 hörte die restliche Band in dem Teil, in dem Page seine Gitarre mit einem Bogen spielt, komplett auf, wodurch er eine sehr lange frei geformte Improvisation spielen konnte. Bis Januar 1970 war die Hauptstruktur dieses Teils ausgeformt. 1972 wurde ein anderer improvisierter Teil zwischen die Strophe und diesen Teil eingefügt. Der schnelle Teil wurde ausgedehnt, um Wechsel in der Lautstärke zu ermöglichen, genauso wie den Grundrhythmus zu wechseln. Nach der letzten Strophe gab es am Schluss des Songs einen kurzen Jam.
Mit der Zeit floss in den Improvisationsteil immer mehr Material ein. 1972 enthielt der Song Riffs von den Led-Zeppelin-Songs The Crunge und Walter's Walk, wie auf dem Live-Album How the West Was Won zu hören ist. 1973 erhielt der Song eine ausgedehnte Passage vor dem Bogensolo, welche eine Melodie enthielt, die im 1976 erschienenen Song Achilles Last Stand verwendet wurde. Plant sang in diesem Teil Texte von Scott McKenzies San Francisco oder Joni Mitchells Woodstock. Von Oktober 1969 bis zur letzten Aufführung im Mai 1975 bei den Earl's Court Shows enthielten die Soloteile Mars, der Kriegsbringer aus Gustav Holsts Suite Die Planeten.
In seiner Veröffentlichung Led Zeppelin Live: An Illustrated Exploration of Underground Tapes teilte Luis Rey 1997 die Struktur des Songs, wie sie 1975 war, in zwölf Teile, um seine allmähliche Entwicklung bei den Live-Aufführungen zu demonstrieren:
Teil 1: Bass-Intro und Wah-Wah-Einwürfe
Teil 2: gesungene Hauptmelodie
Teil 3: schnelle instrumentale und 'orientalische' Riffs
Teil 4: San Francisco/Achilles Last Stand oder Woodstock
Teil 5: Violinbogenpassage mit Echos von der Gitarre; Einwürfe von Plants 'instrumentaler Stimme'; Gustav Holsts Mars, der Kriegsbringer und Rückkehr der Rhythmusgruppe
Teil 6: schnelles Gitarrensolo und 'Battle' mit Plant
Teil 7: Solo in langsameren Tempo und funkige Stimmung
Teil 8: harte Breaks und Call-and-Response-Teil
Teil 9: schnelleres Solo mit Crescendos und gelegentlich Tempoänderung
Teil 10: neues Arrangement von Mars, der Kriegsbringer (langsame und schnelle Version) und finale Ekstase
Teil 11: Rückkehr zum Hauptmotiv
Teil 12: Coda. Abschließender instrumentaler und vokaler 'Battle' mit synkopierten Rhythmen, Schlagzeugsolo und endgültiger Explosion.
Eine Live-Version von Dazed and Confused wurde Teil des 1976 erschienenen Konzertfilms The Song Remains the Same (und dem zugehörigen Soundtrack) als Teil von Pages Fantasiesequenz. Andere Live-Aufnahmen sind auf den Veröffentlichungen Led Zeppelin BBC Sessions (mit zwei verschiedenen Versionen), How the West Was Won und der Led Zeppelin DVD enthalten.
Dazed and Confused wurde auf jeder Led Zeppelin Konzerttour bis einschließlich ihren Earl's Court Shows 1975 aufgeführt. Er wurde dann aus ihrer Live-Setlist genommen. Allerdings führte Page Teile des Bogensolos während Solos 1977 und 1979 auf (als Einleitungen von Achilles Last Stand und In the Evening). Der Song wurde während Led Zeppelins Reunion-Konzert in der O2 Arena in London am 10. Dezember 2007 aufgeführt. Diese Version ist einen Ganzton tiefer.

### Urheberrechtsstreit
Als Dazed and Confused 1969 auf dem ersten Album von Led Zeppelin erschien, beanstandete Jake Holmes dies nicht. Erst in den frühen 80er sandte er einen Brief an Jimmy Page, in dem er auf seine Autorenschaft bestand und um eine Entlohnung bat, erhielt aber keine Antwort.
Im Juni 2010 reichte Holmes am United States District Court eine Klage wegen Copyright-Verletzung ein und benannte Jimmy Page als Mitangeklagten. Er erklärte, dass er Dazed and Confused zwei Jahre vor der Veröffentlichung durch Led Zeppelins geschrieben und aufgenommen hatte. Vor Gericht führte Holmes Dokumente an, die seine Copyright-Eintragung für Dazed and Confused von 1967 und deren Erneuerung 1995 bestätigten. Die Klage wurde im Januar 2012 abgewiesen, nachdem Holmes und Pages sich zuvor außergerichtlich geeinigt hatten.
Infolge der Klage wurde der Songwriter credit auf dem 2012 erschienenen Live-Album von Led Zeppelin Celebration Day und bei allen weiteren Veröffentlichungen geändert zu "By Page – Inspired by Jake Holmes".

### Rezeption
Der Song wurde in die Liste „The Rock and Roll Hall of Fame's 500 Songs that Shaped Rock and Roll“ aufgenommen.
Der Titel des 1993 erschienenen Films Confusion – Sommer der Ausgeflippten (engl.: „Dazed and Confused“), der das Leben von verschiedenen amerikanischen Jugendlichen in den letzten Tagen ihrer High School 1976 zeigt, zitiert den Songtitel. Der Song ist aber nicht Teil der Filmmusik. Der Regisseur Richard Linklater bat die Mitglieder von Led Zeppelin, einige ihrer Songs in dem Film nutzen zu dürfen; während Page zustimmte, lehnte Robert Plant ab.
In der Fernsehserie The Simpsons trägt eine Episode von Itchy & Scratchy (1993: „Wir vom Trickfilm“) den Titel Dazed and Contused. Ebenfalls als Wortspiel („abraised and contused“) wurde er in der Episode „Bart hat zwei Mütter“ von 2006 benutzt, wo Ned Flanders sich selbst als Ned Zeppelin bezeichnet. 2012 eröffnete der Song die letzte Episode der 5. Staffel von Californication, in der der Hauptcharakter Hank Moody träumt, er sei in der Hölle.
Der Song ist Teil der Episode "Air Guitar" der Dramaserie Shabatot VeHagim von 2003.

### Auszeichnungen
| Veröffentlichung           | Land           | Auszeichnung                                                           | Jahr | Rang |
| -------------------------- | -------------- | ---------------------------------------------------------------------- | ---- | ---- |
| Rock and Roll Hall of Fame | USA            | "The Rock and Roll Hall of Fame's 500 Songs that Shaped Rock and Roll" | 1994 | *    |
| Pause & Play               | USA            | "Time Capsule Inductions – Songs"                                      | 1998 | *    |
| NME                        | Großbritannien | "117 Songs to soundtrack your summer"                                  | 2003 | *    |
| Toby Creswell              | Australien     | "1001 Songs: the Great Songs of All Time"                              | 2005 | *    |
| Pitchfork Media            | USA            | "The 200 Greatest Songs of the 1960s"                                  | 2006 | 11   |
| Q                          | Großbritannien | "The 20 Greatest Guitar Tracks"                                        | 2007 | 2    |
| Q                          | Großbritannien | "21 Albums That Changed Music – Key Track"                             | 2007 | 6    |

(*) bezeichnet unsortierte Listen.

### Besetzung
- Robert Plant – Gesang
- Jimmy Page – Gitarre
- John Paul Jones – Bass
- John Bonham – Schlagzeug